# وارزن
وارزَن (پارسی میانه: Wārzan) یکی از نجیب‌زادگان ساسانی در سده سوم میلادی در زمان حکومت شاپور یکم و ساتراپ جی (اصفهان) بود.

## زندگی

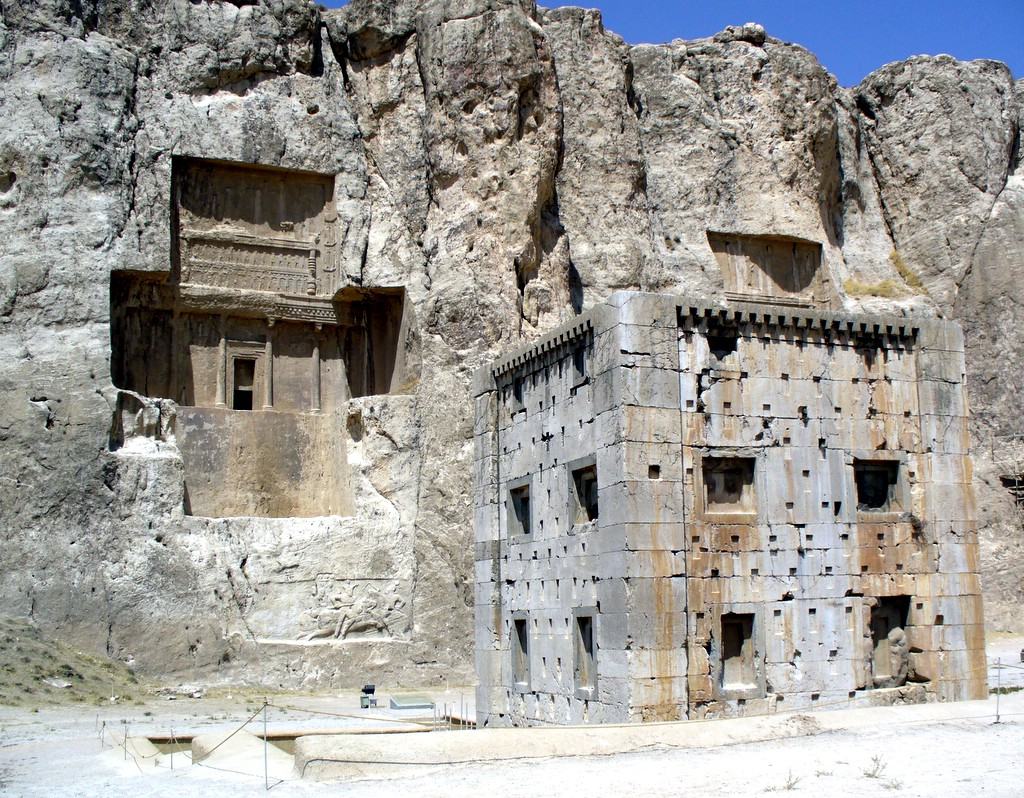
کعبه زرتشت، جایی که سنگ‌نوشته شاپور یکم حک شده‌است

از او در سنگ‌نوشته شاپور یکم بر کعبه زرتشت یاد شده‌است. وی یکی از هفت ساتراپ و در میان آن‌ها سومین نفری است که به او در این کتیبه اشاره شده‌است. او در این سنگ‌نوشته در میان ۶۷ نجیب‌زاده در رتبهٔ سی‌ویکم قرار دارد و از جمله کسانی است که شاه به نام آن‌ها قربانی داده‌است. اطلاعات دیگری از زندگی او در دست نیست.